# Piprites
Piprites is een geslacht van zangvogels uit de familie tirannen (Tyrannidae).

## Soorten
Het geslacht kent de volgende soorten:
- Piprites chloris – Streepvleugelmanakin
- Piprites griseiceps – Grijskopmanakin
- Piprites pileata – Zwartkapmanakin